# Bataille de Lépante
Pour les articles homonymes, voir Lépante (homonymie).
Quatrième guerre vénéto-ottomane
La bataille de Lépante, qui a lieu le 7 octobre 1571 dans le golfe de Patras, sur la côte occidentale de la Grèce, à proximité de Naupacte (alors appelée « Lépante »), est une bataille navale de la quatrième guerre vénéto-ottomane, où s'affrontent la flotte ottomane de Sélim II et la flotte de la Sainte-Ligue. Cette coalition chrétienne formée sous l'égide du pape Pie V, comprenait des escadres vénitiennes et espagnoles, renforcées par des galères génoises, pontificales, maltaises et savoyardes. Cette bataille s'achève par la défaite des Ottomans qui y perdent la plus grande partie de leurs vaisseaux (187 sur 251 engagés) et plus de 20 000 hommes.
Le retentissement de cette victoire est immense en Europe, plus encore que la défaite des janissaires lors du Grand Siège de Malte en 1565, car elle apparaît comme un coup d'arrêt décisif porté à l'expansionnisme ottoman. C’est d’ailleurs en souvenir de cette victoire qu'est instituée la fête de Notre-Dame de la Victoire, puis fête du Saint-Rosaire à partir de 1573.
Certains historiens estiment que cette bataille navale est la plus importante par ses conséquences depuis celle d'Actium (31 avant J.-C.), remportée par Octave (Auguste) sur Marc Antoine et Cléopâtre et qui mit fin aux guerres civiles romaines.

## Contexte

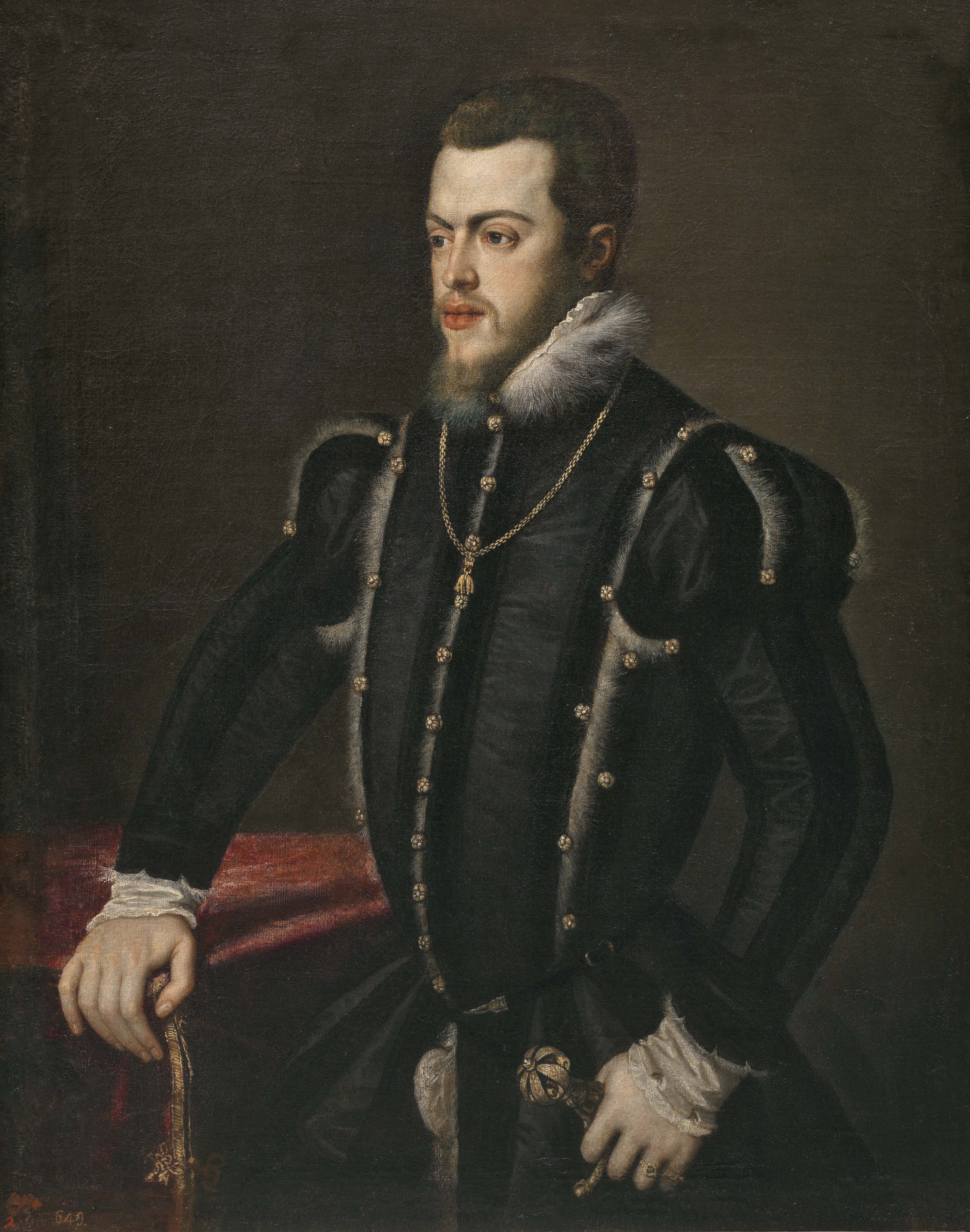
Portrait de Philippe II, roi d'Espagne (1556-1598), par Titien (Rome, Galerie Barberini)'.

Le déclencheur est la prise de Chypre par les Ottomans en 1570 : la prise de cette possession de la république de Venise, au terme d'une conquête brutale (plus de 20 000 habitants de Nicosie sont mis à mort), entraîne rapidement une réaction des catholiques européens. Sous le nom de « Sainte-Ligue », le pape Pie V mobilise et réussit à constituer une alliance entre l'Espagne, Venise, les États pontificaux, la république de Gênes, le duché de Savoie, l’ordre de Saint-Jean de Jérusalem et quelques autres puissances.

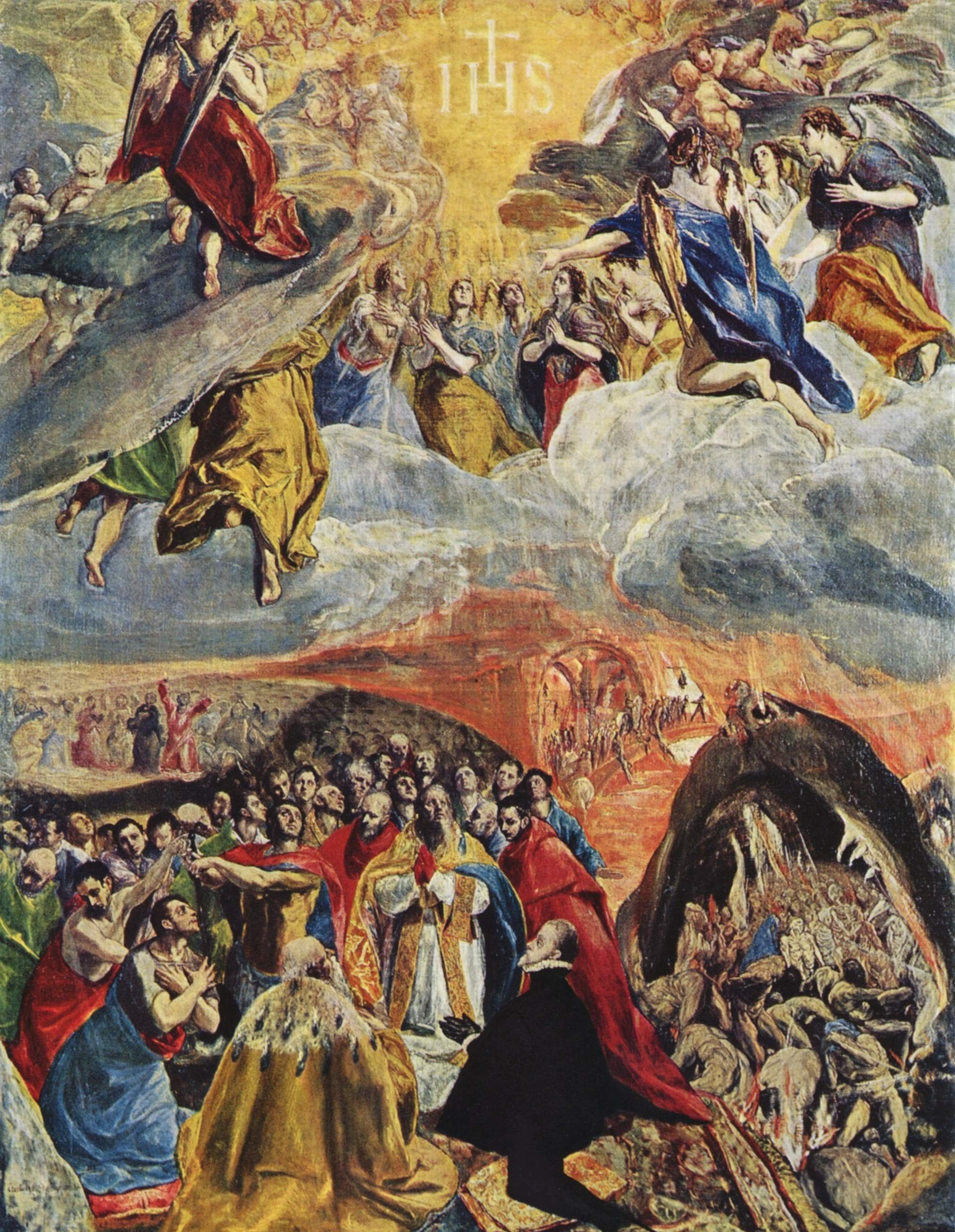
Le songe de Philippe II, ou l'allégorie de la victoire, en souvenir de la victoire chrétienne de Lépante (école du Gréco).

L'ensemble s'inscrit dans le contexte plus général d'une lutte généralisée d'influence pour le contrôle de la Méditerranée. La bataille dérive des tensions géopolitiques et religieuses croissantes de l'époque, consécutives à la montée de l'expansionnisme musulman ottoman en Méditerranée. Celui-ci menace à nouveau des puissances chrétiennes, en particulier les intérêts espagnols, puissance dominante dans la région à l'époque. Depuis le début du XVIe siècle, les Turcs pratiquent des razzias en Méditerranée occidentale. Débarquant sur les côtes italiennes ou espagnoles, ils pillent les villes du littoral et arrachent les populations à leur village pour les emmener comme esclaves au service du sultan de l'Empire ottoman.

## Description de la bataille

### Composition des flottes et ordre de bataille
La Sainte-Ligue a mobilisé au total 206 galères et 6 galéasses et pour la flotte ottomane, un total de 208 galères supportées par 64 fustes et 53 galiotes. Déguisée en homme, María la Bailadora sert comme soldat à bord du Real, le navire amiral de la Sainte-Ligue.

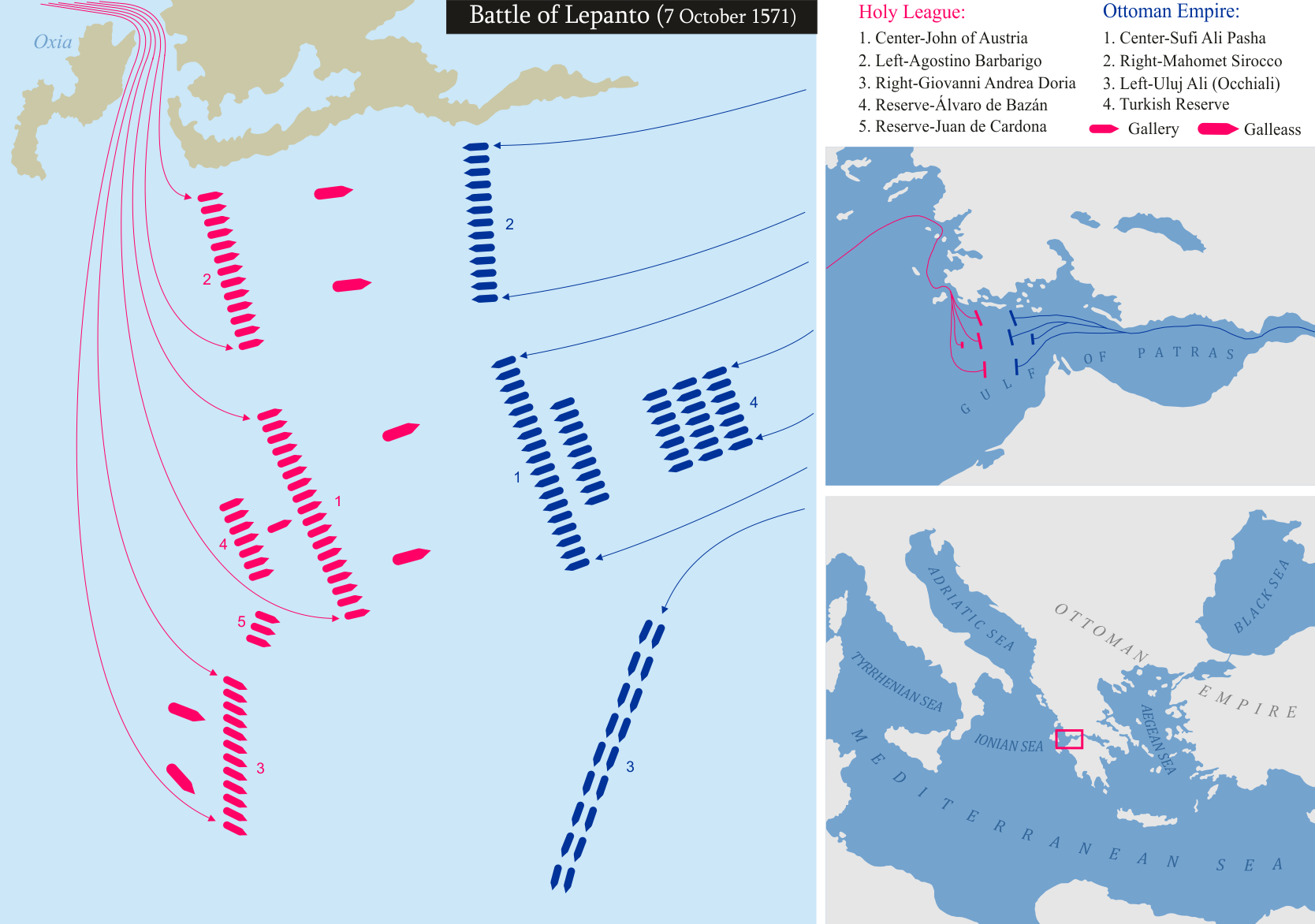
Plan de la bataille (formation des flottes juste avant le contact).

### Déroulement

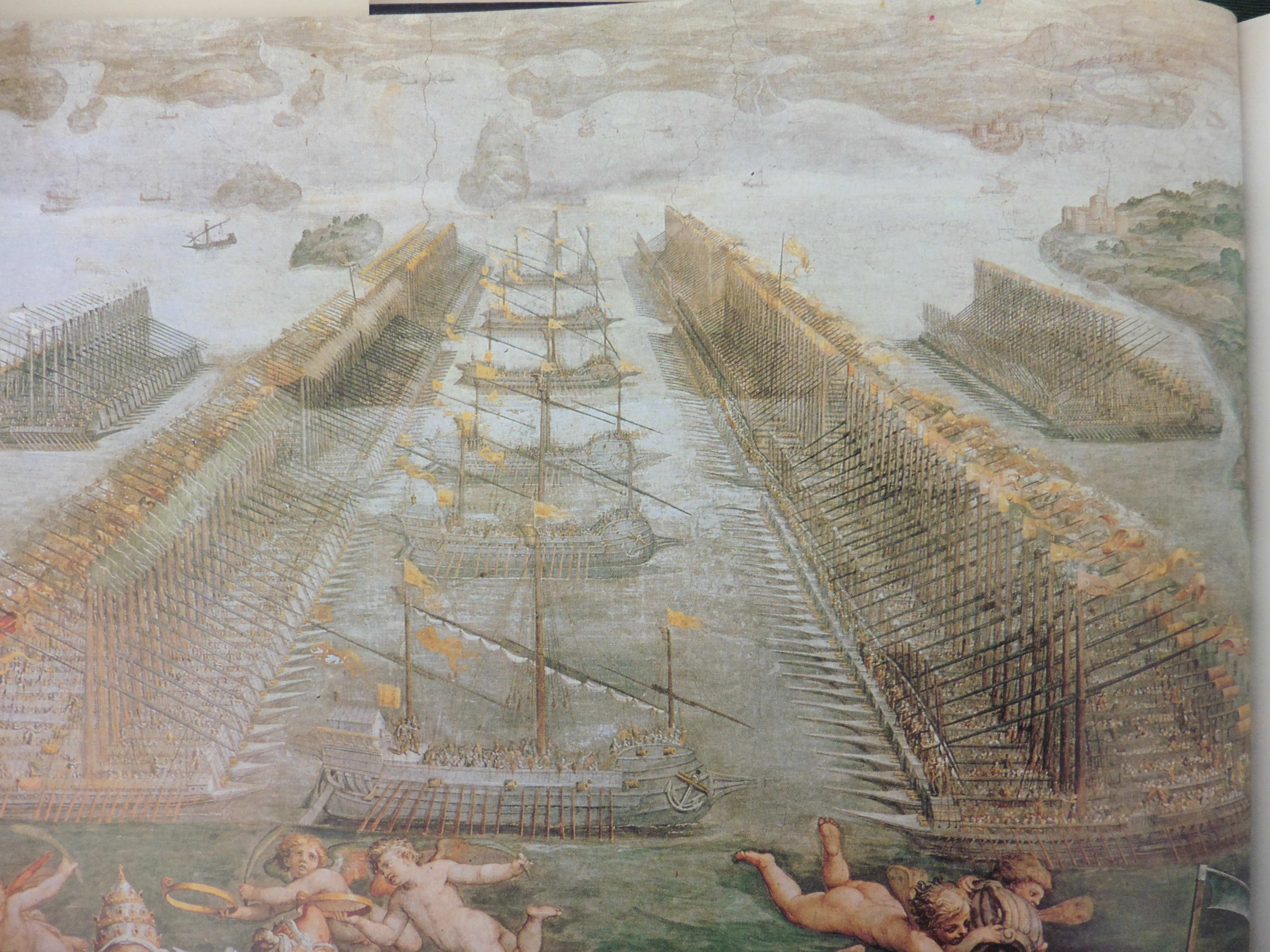
Georgio Vasari, La Bataille de Lépante, salle royale du Vatican. L'intérêt de cette fresque est de montrer l'importance des six galéasses, armées de 50 canons chacune, qui sont de véritables forteresses.

À Messine, au cours de l'été 1571, les navires arrivent les uns après les autres. Au total, il y a 212 galères, dont six galéasses, transportant 28 750 soldats de diverses origines, espagnole, génoise, vénitienne, et de l'ordre de Saint-Jean de Jérusalem, ainsi qu'environ 40 000 marins et galériens. Placée sous le commandement de don Juan d'Autriche, le demi-frère de Philippe II, la flotte quitte Messine le 16 septembre et se dirige vers Corfou. Là, des navires éclaireurs localisent la flotte turque. Elle est rassemblée dans le golfe de Lépante (aujourd'hui Naupacte), à l'entrée du golfe de Corinthe (golfe de Patras). 330 navires turcs la composent, déplacés par environ 50 000 marins et galériens et transportant 27 000 soldats.
Au matin du 7 octobre 1571, au soleil levant, la flotte chrétienne se positionne à l'entrée du golfe.
Premier succès pour don Juan d'Autriche : il a réussi à enfermer les navires ennemis dans un petit golfe. Aucune sortie n'est possible sans affrontement. Le combat qui est un combat naval en liminaire devient un combat d'infanterie sur les ponts des bateaux lors des abordages successifs. Les galéasses, puissamment armées, s'enfoncent dans les lignes de défense turques, et provoquent leur désordre et leur désorganisation. L'infanterie espagnole, bien équipée et munie d'équipes d'arquebusiers, part à l'abordage des navires ennemis avec à sa tête les tercios, où elle montre sa force et sa supériorité. Les fines galères, commandées par Giovanni Andrea Doria contribuent par la précision de leurs attaques, à prendre l'avantage sur les défenseurs turcs. Les boulets ouvrent des brèches dans les navires turcs, le feu se répand de bateau en bateau, et la panique s'empare des Turcs. Au centre du golfe, les énormes vaisseaux vénitiens, détruisant les galères ennemies aux alentours, empêchent la contre-offensive des réserves ottomanes. Seul le bey d'Alger, Uludj Ali, parvient, avec trente galères, à s'échapper.
Pendant le cours de la bataille, le navire du commandant ottoman est envahi par les hommes de la galère de Juan d'Autriche ainsi que par celle de l’amiral savoyard André Provana de Leyni. L'amiral turc est fait prisonnier puis décapité et sa tête est placée au bout du mât du navire principal espagnol. Au soir, les Chrétiens ont définitivement remporté la victoire.

### Bilan

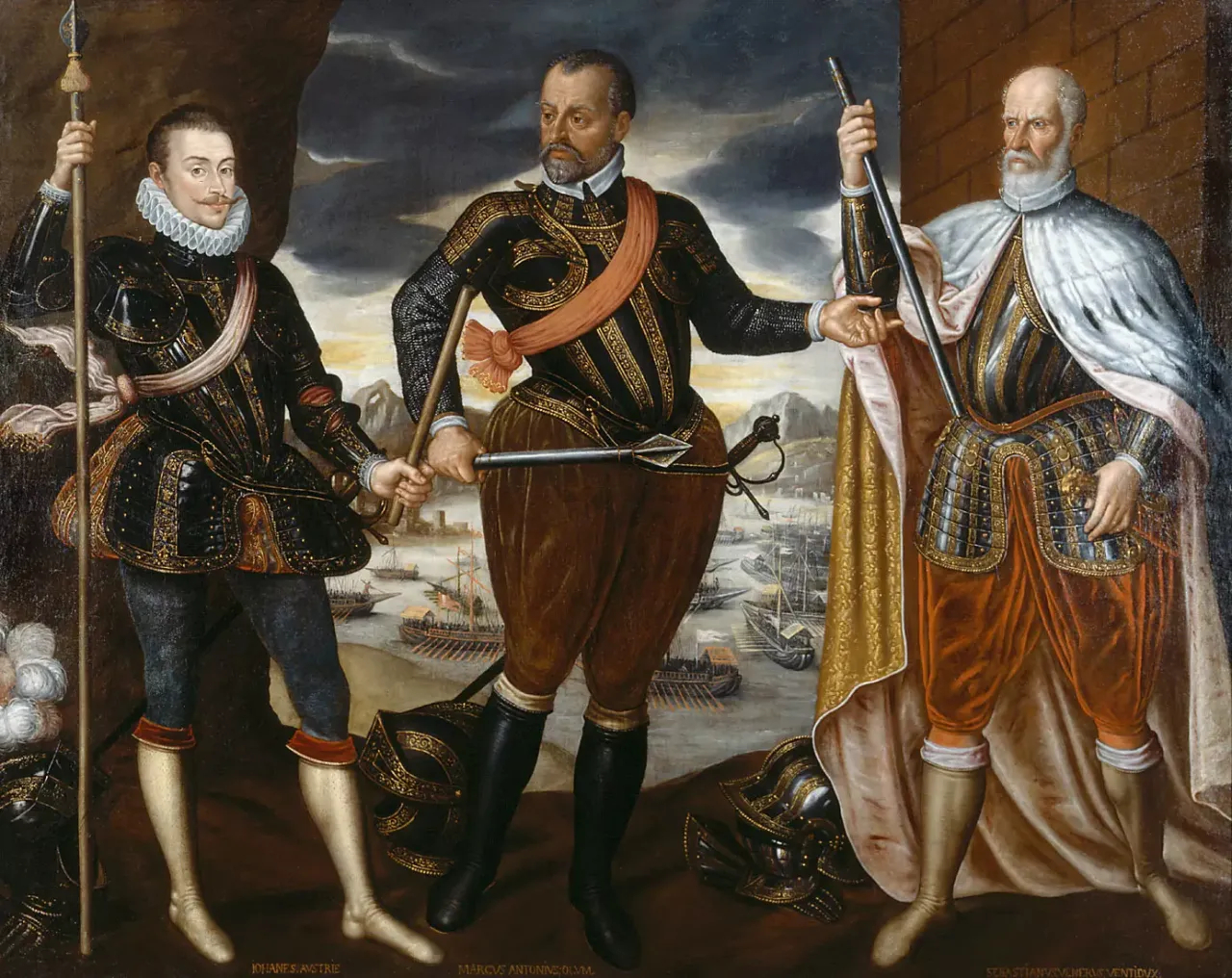
Les Vainqueurs de Lepante, Juan d'Autriche, Marcantonio Colonna et Sebastiano Venier (peinture à l'huile, c. 1575, musée d'Art historique, Vienne).

La démesure de l’affrontement en fait un événement majeur. Du côté des Ottomans, 170 galères sont coulées ou capturées, 30 000 hommes sont tués ou blessés et 3 000 faits prisonniers. En outre, plus de 15 000 galériens chrétiens ont été libérés ce jour-là. Seuls Uluç Ali Paşa avec une partie de sa flotte d'une trentaine de galères ainsi qu'une dizaine de fustes et galiotes échappent à la débâcle en s'enfuyant vers Lépante avec 12 000 hommes d'équipage. Uluç Ali Paşa est nommé Capitan pacha (grand amiral de la flotte ottomane) le 28 octobre.
Du côté chrétien, les pertes sont légères en termes de navires mais importantes sur le plan humain : seules 10 galères sont coulées et toutes les galères capturées sont reprises à l'exception d'une ; en revanche, sur le plan humain, le bilan est lourd dans la mesure où 8 000 hommes trouvent la mort pendant les combats et 21 000 autres sont blessés, dont beaucoup ne survivent pas à leur transport vers Corfou.
Néanmoins, l'Empire ottoman surmontera sa défaite. Au cours de l'été 1572, un an après Lépante, une armée de 250 galères et 8 galéasses turques, commandée par Uludj Ali, se livre à une démonstration de force en Méditerranée orientale. Venise, une fois de plus, se résigne à traiter avec le sultan de Constantinople, auquel elle verse un tribut de 300 000 ducats. Chypre demeura aux mains des Ottomans.

## Conséquences
La défaite eut une importance considérable pour les Ottomans, qui n'avaient pas perdu de bataille navale importante depuis le quinzième siècle. Elle fut pleurée par eux comme un acte de la Volonté divine, des chroniques contemporaines rappelant que « la Flotte Impériale avait affronté la flotte des Infidèles impurs, et la volonté de Dieu tourna en sa défaveur ».
Le spécialiste français de l'histoire ottomane, Gilles Veinstein, mentionne une lettre de la Sainte-Ligue publiée à Paris en 1572 selon laquelle « le désastre de Lépante aurait semé la panique à Istanbul. Sélim II aurait fait passer son trésor à Bursa, de même que les femmes et les jeunes enfants mâles du sérail. Lui-même et ses janissaires se seraient réfugiés à Edirne, tandis que les défenses d'Istanbul étaient renforcées. La population musulmane aurait également fui la capitale ne la laissant peuplée que de Grecs et de Chrétiens francs ».
Cependant, la Sainte-Ligue ne réussit pas à tirer profit de sa victoire, et alors que la défaite ottomane a souvent été citée comme le tournant historique du début de la fin de l'expansion de l'Empire ottoman, ce ne fut en aucun cas la conséquence immédiate ; même si cette victoire des Chrétiens à Lépante confirma une division de facto de la Méditerranée, avec une moitié à l'est sous la domination ottomane et l'autre moitié à l'ouest sous le contrôle de la dynastie des Habsbourg et de ses alliés italiens, arrêtant l'établissement des Ottomans sur les côtes italiennes, la Sainte-Ligue ne regagna aucun des territoires conquis et perdus avant Lépante.
Les Ottomans furent rapides à reconstruire leur marine, bien qu'inférieure à la précédente en qualité des navires et des équipages ; la perte de la plupart des équipages de rameurs fut particulièrement critique. Dans le courant 1572, à peu près six mois après la défaite, plus de 150 galères, 8 galéasses, et au total 250 navires furent reconstruits, comprenant huit parmi les plus grands navires jamais vus dans la Méditerranée. Avec cette nouvelle flotte, l'Empire ottoman était capable de réaffirmer sa suprématie sur la Méditerranée orientale. Le grand vizir Mehmet Sokkolü, premier ministre du sultan Sélim II, se vanta devant l'émissaire vénitien Marcantonio Barbaro que le triomphe des chrétiens à Lépante n'avait causé aucun dommage resté visible à l'Empire ottoman, alors que la capture de l'île de Chypre par les Ottomans au cours de la même année était un dommage formidable et durable, disant notamment ceci :

« Vous venez pour voir comment nous supportons notre malchance. Mais vous devriez connaître la différence entre notre perte et la vôtre. En nous emparant de Chypre, nous vous avons coupé un bras ; en détruisant notre flotte à Lépante, vous nous avez rasé la barbe. Un bras coupé ne peut pas repousser une nouvelle fois, mais une barbe rasée repousse avec plus de force à nouveau. »

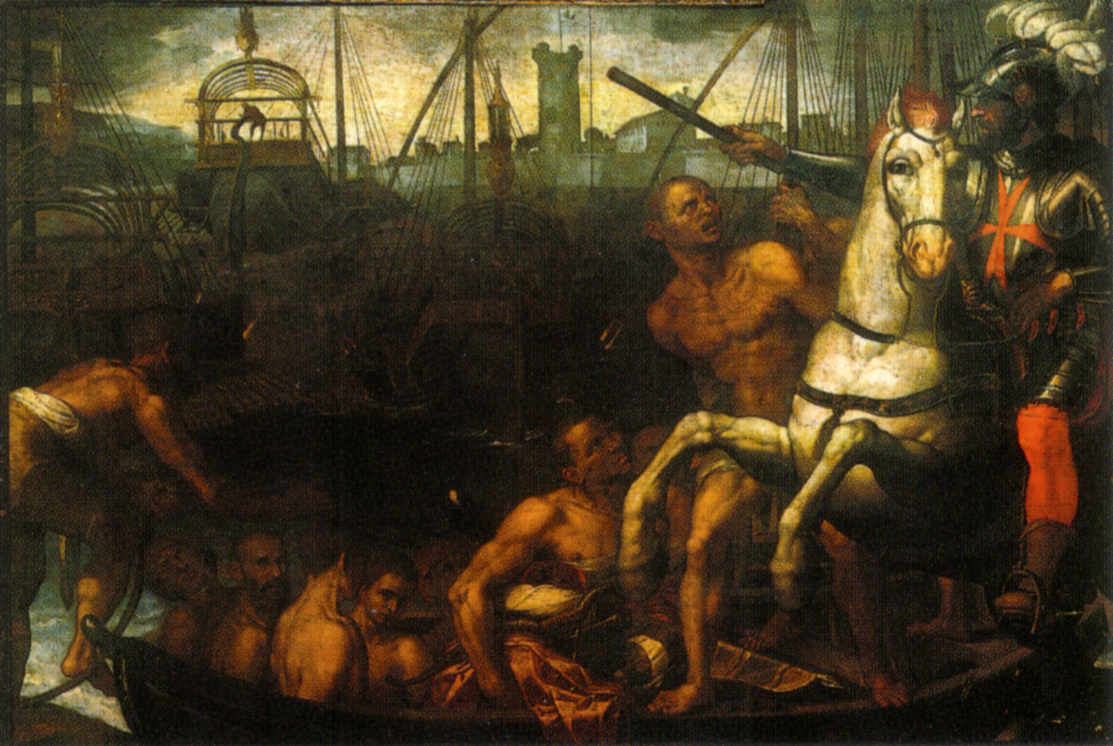
Jacopo Ligozzi, Le retour des Chevaliers de l'Ordre de Saint Stéphane de la Bataille de Lépante 1610, église Saint-Stéphane, Pise.

En 1572, la flotte chrétienne alliée reprit de nouvelles opérations et fit face à une nouvelle marine ottomane de 200 vaisseaux sous le commandement de Uluç Ali Paşa. Ce dernier évita soigneusement d'affronter la flotte chrétienne alliée et se réfugia en sécurité sous les défenses de la forteresse de Modon. L'arrivée d'un renfort de 55 navires espagnols équilibra le nombre de bateaux engagés des deux côtés et ouvrit la possibilité d'une attaque décisive, mais un grand désaccord entre les amiraux de la flotte chrétienne et l'indécision de Don Juan firent disparaître cette opportunité.
Pie V décéda le 1er mai 1572. Des divergences dans les intérêts des membres de la Ligue commencèrent à se faire jour et l'alliance chrétienne se défit progressivement. En 1573, la flotte de la Sainte-Ligue ne put se rassembler et agir de manière coordonnée. À l'inverse, Don Juan attaqua Tunis et prit la ville, mais avec la seule conséquence qu'elle fut reprise par les Ottomans en 1574. Venise, craignant la perte de ses possessions en Dalmatie et une invasion possible du Frioul, désireuse de réduire ses pertes et de reprendre son commerce traditionnel avec l'Empire ottoman, amorça des négociations unilatérales avec la Sublime Porte.
Le grand historien Fernand Braudel a écrit, à propos de Lépante : « L'enchantement de la puissance ottomane est brisé, la course chrétienne active réapparaît, l'énorme armada turque se disloque. »
La Sainte-Ligue se désintégra à la suite du traité de paix du 7 mars 1573 conclu entre Venise et l'Empire ottoman et qui termina la guerre de Chypre. Venise accepta les termes de sa défaite, malgré la victoire de Lépante. Chypre fut formellement cédée à l'Empire ottoman, et Venise accepta de payer une indemnité de 300 000 ducats. Ajouté à cela, la frontière entre les deux puissances en Dalmatie fut modifiée à l'avantage des Ottomans, en tenant compte de l'occupation importante des Turcs sur le territoire dans les plaines les plus fertiles autour des cités vénitiennes, ce qui eut des conséquences sur l'économie de ces cités en Dalmatie. La paix entre ces deux puissances dura jusqu'à la guerre de Candie de 1645.
Malgré ces revers diplomatiques, l’expansionnisme ottoman est en revanche irréversiblement marqué par la défaite de Lépante. Comme le souligne l'historien Bartolomé Bennassar : « Avant les coups d'arrêt de Malte et de Lépante (1565-1571), la poussée turque paraissait impossible à contenir. Or, après ce paroxysme de la guerre, la Méditerranée occidentale cesse d'être pour les Ottomans un objectif prioritaire ». S'ils ont rapidement remplacé les navires, les Turcs n'ont jamais vraiment pu se remettre de la perte de 20 000 hommes, souvent hautement qualifiés — marins, rameurs, archers embarqués comme « artillerie légère ». Grâce à leur alliance avec la France, en lutte contre l'Espagne, les Ottomans réussissent à finaliser leur conquête du Maghreb avec la prise de Tunis en 1574, mais pour l'essentiel leur influence en Méditerranée occidentale prend fin avec Lépante.
Militairement, la bataille montre la redoutable efficacité des galéasses (grosses galères à voiles armées de canons fixés au navire). Même si des batailles antérieures plus limitées l’avaient déjà annoncé, même si la flotte chrétienne comportait un nombre important de galères (mais la flotte turque ne comprenait pas de galéasse), et même si l’emploi du canon a été moins décisif que la légende ne l’a voulu, on considère généralement la bataille de Lépante comme la fin des flottes de galères au profit des galions armés de canons.

### Portée
La portée de la bataille de Lépante fait l'objet de débats historiographiques. Certains ont vu dans cette victoire de forces européennes coalisées avec la papauté l'émergence d'une certaine « conscience européenne », structurée ici autour de son identité religieuse[réf. incomplète].

## Dans les arts et la littérature
Les représentations artistiques réalisées dans les années qui suivirent la bataille de Lépante pour célébrer la victoire du christianisme furent nombreuses dans toute l'Europe.
Pour l'Italie, à Venise, l'épisode fut peint par Andrea Vicentino au musée Correr, une autre version dans le palais des Doges, sur les murs de la Sala dello Scrutinio et remplaça la Victoire de Lépante du Tintoret, œuvre détruite par un incendie en 1577. Toujours à Venise, les Gallerie dell'Accademia abritent la peinture de Paul Véronèse, Allégorie de la bataille de Lépante.

La Bataille de Lépante, artiste inconnu, XVIe siècle
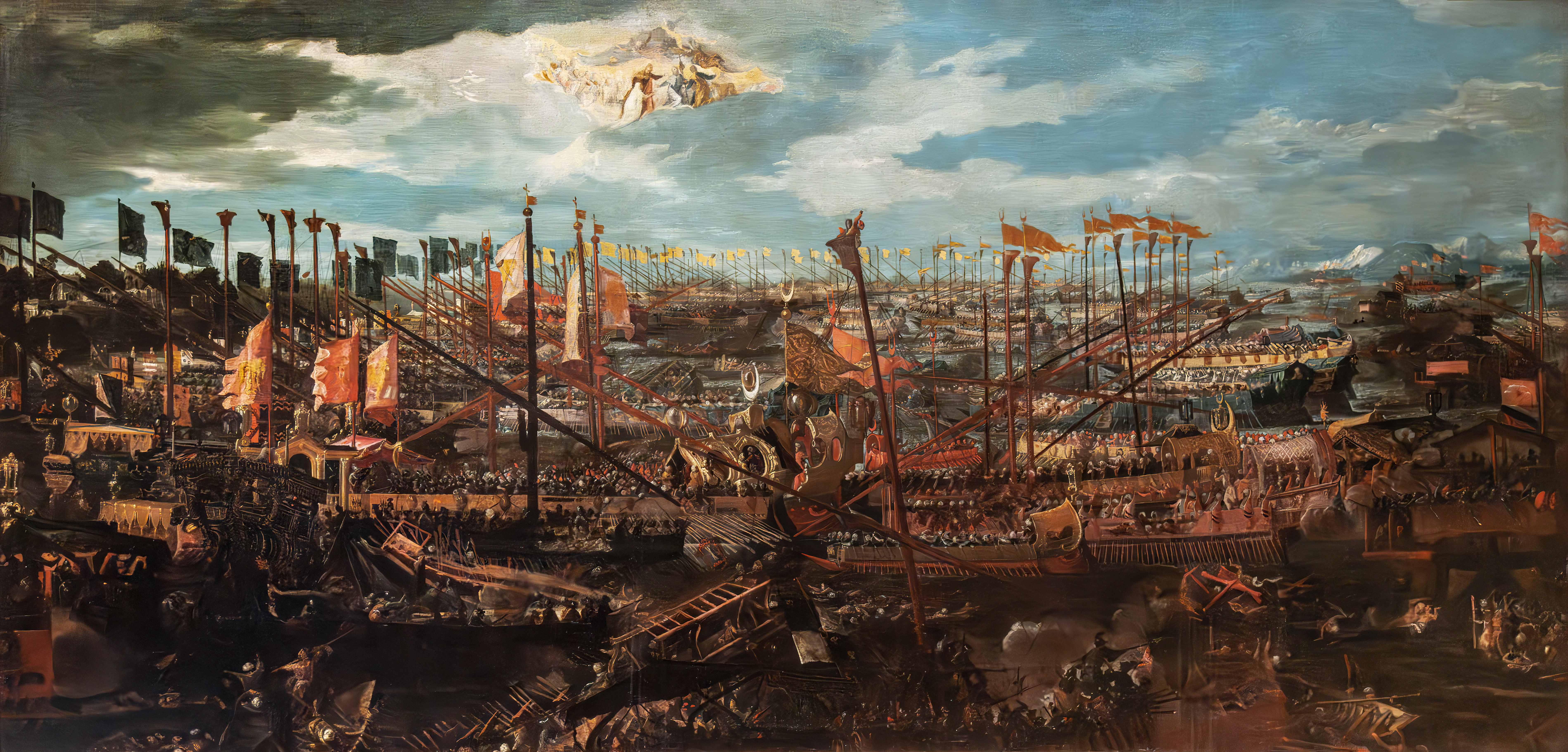
Version d'Andrea Vicentino au Musée Correr
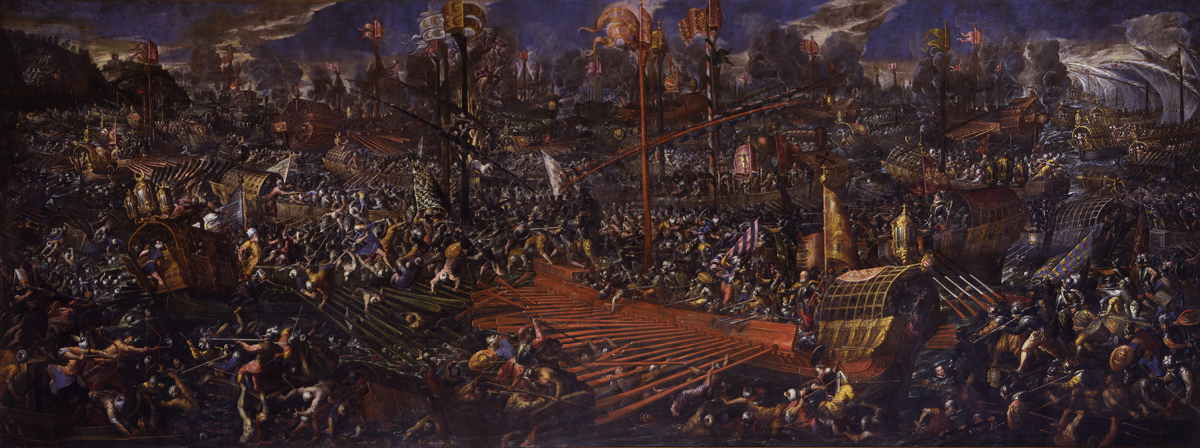
Version d'Andrea Vicentino au Palais des Doges

À la même époque, le maître italien Titien peint L'Espagne au secours de la religion qui célèbre la victoire de la chrétienté lors de cette bataille, et envoie sa composition au roi d'Espagne Philippe II.
En France, une mosaïque représentant la bataille de Lépante est visible dans la basilique Notre-Dame de Fourvière à Lyon. Des peintures évoquant la bataille de Lépante sont visibles à l'église de l'ancien couvent des Trinitaires de Saint-Étienne-de-Tinée, village faisant partie du comté de Nice, comté appartenant alors au duché de Savoie. La flotte savoyarde durant la bataille comprenaient trois galères commandées par l’amiral André Provana de Leyni, Marc-Antoine Galléan et un représentant de la famille de Gubernatis, tous trois niçois. Les seules rues en France au nom de la bataille se trouvent d'ailleurs à Nice, ainsi qu'à Menton (anciennement monégasque).

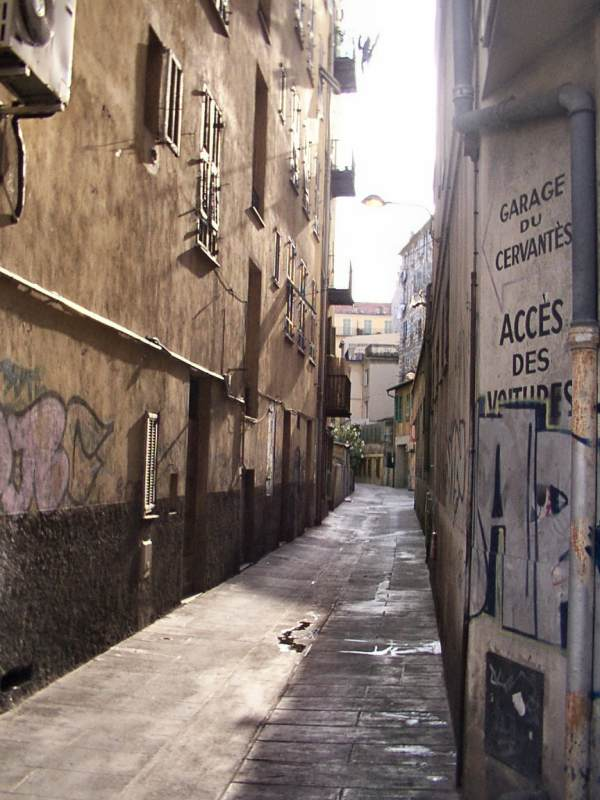
Nice, ruelle Lépante-Miron vue depuis la rue de Lépante (dans les années 1990-2000).

En 2001, le peintre américain Cy Twombly s'inspira également de cette guerre pour produire une série d'œuvres intitulée Lepanto. Citons également le poème « Lepanto », un poème épique de G. K. Chesterton (1874-1936) qui fustige, dans deux vers célèbres, la France (alliée aux Turcs Ottomans à l'époque) et l'Angleterre, qui sont restées sourdes à l'appel du Pape Pie V, et ne participèrent pas à la bataille : 

« Le pape a rejeté ses armes de désespoir et de deuil,
Il appelle autour de la Croix les rois chrétiens et leurs épées.
La froide reine d'Angleterre contemple son miroir
L'ombre des Valois bâille à la messe […]. »

### Miguel de Cervantes
L’un des participants les plus connus de cette bataille est l’écrivain espagnol Miguel de Cervantes. Alors âgé de 24 ans, il s'était engagé en Italie dans l'infanterie des Tercios. Il prit part à la bataille de Lépante, embarqué sur La Marquesa (la Marquise). Il y perdit l’usage de sa main gauche, gagnant le surnom de « manchot de Lépante ». Après six mois de convalescence dans un hôpital de Messine, il reprit sa vie militaire en 1572, participant à d'autres expéditions navales : Navarin (1572), Corfou, Bizerte, et en 1573, il figurait dans le tercio de Figueroa lors de la bataille de Tunis, avant d'être capturé en mer à son retour en Espagne, par l'amiral algérois Mami Arnaute au large de Barcelone. De là, il fut emmené à Alger.
« La plus mémorable rencontre qu'aient vue les siècles passés et qu'espèrent voir les siècles à venir. »

## Recherche archéologique
À partir du XXe siècle, de nombreux historiens lancent des recherches pour retrouver des vestiges de la bataille. Le commandant Cousteau tentera une expédition qui se révèlera infructueuse. Au début des années 2000, une expédition avec des chercheurs internationaux est menée. Elle permet, grâce à l'aide des pêcheurs locaux, la découverte de vestiges comme une galère mais aussi d'armes et de restes humains. Cette découverte a été faite non loin de l'île d'Oxia et correspond à l'aile gauche de la Sainte-Ligue (1571). Il peut encore y avoir de nombreux vestiges mais il semblerait qu'il n'y ait pas eu de nouvelle grande expédition de recherche dans la zone.

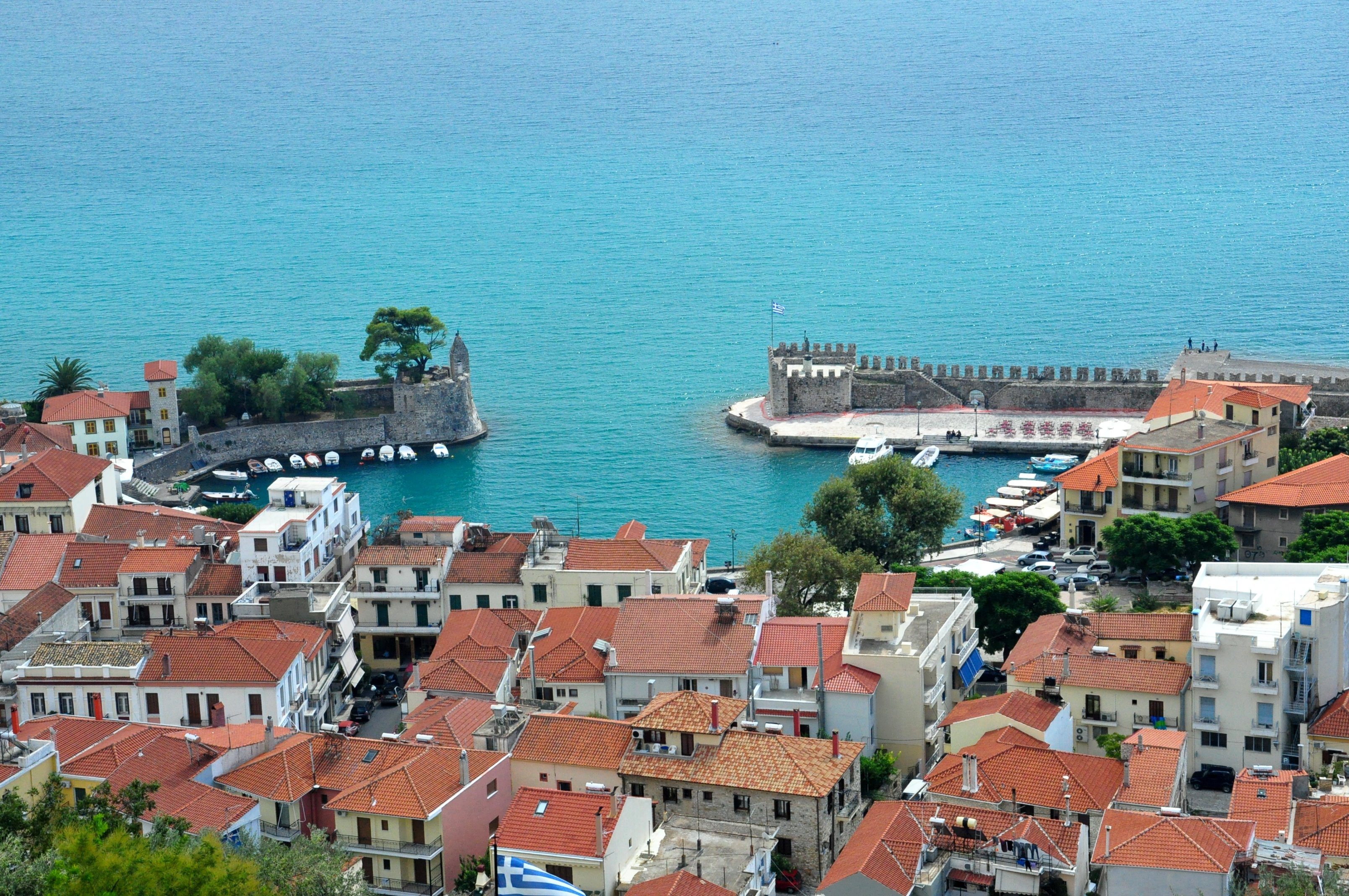
Le vieux port de Lépante.